# Assaut-Weltmeisterschaften 2008
Die Savate-Boxe-Française-Weltmeisterschaften 2008 in der Kategorie Assaut fanden in Paris statt.

## Ergebnisse der Männer
| Klasse         | Klasse       | Sieger               | Zweiter          | Dritte                                   |
| -------------- | ------------ | -------------------- | ---------------- | ---------------------------------------- |
| Plume          | bis 56 kg    | Pierre Rysiewicz     | Sinisa Zeljkovic | Laurent Rakotondrabe Mehdi Meyan Mahaleh |
| Léger          | 56 bis 60 kg | Bryan Charge         | Julien Vandalem  | Darko Knezevic Antony Ghassiri           |
| Super-léger    | 60 bis 65 kg | Jérôme Verhelle      | Miroslav Odzic   | Florent Lazare Daniel Bianchi            |
| Mi-moyen       | 65 bis 70 kg | Christophe Cornu     | Naïm Nemouchi    | Antony Crossman Patrik Veceric           |
| Super mi-moyen | 70 bis 75 kg | Romaric Vuillaume    | Boris Vukovic    | Arnaud Lixon Emerik Veceric              |
| Moyen          | 75 bis 80 kg | Jean-Philippe Noiren | Slobodan Popov   | Jaeson Buttle James Southwood            |
| Mi-lourd       | 80 bis 85 kg | Mike Lambret         | Benjamin Godts   | Marcelo Flores Goran Bajsanski           |
| Lourd          | über 85 kg   | Sullivan Lambret     | Alf Niederle     | Jarmo Laine Alessandro Morresi           |

## Ergebnisse der Frauen
| Klasse          | Klasse       | Siegerin            | Zweite          | Dritte                            |
| --------------- | ------------ | ------------------- | --------------- | --------------------------------- |
| Mouches         | bis 48 kg    | Nathalie Barrilliot | Elena Mangiardi | Mitsue Watanabe Mojca Mezek       |
| Coqs            | 48 bis 52 kg | Emilie Schaeffer    | Monica Torchio  | Mariko Hara Ivana Popadic         |
| Plumes          | 52 bis 56 kg | Anissa Meksen       | Marina Dobnik   | Marina Horvat Csaki Fruzsina      |
| Légers          | 56 bis 60 kg | Ihlam Raguig        | Tamara Strnad   | Anne-Laure Bouvier Hayatte Akodad |
| Super-légers    | 60 bis 65 kg | Caroline Siatka     | Tina Turk       | Daniela Neuschäfer Rachel Shore   |
| Mi-moyen        | 65 bis 70 kg | Julie Burton        | Amy Hronek      | Serena Burgio Elena Batjukowa     |
| Super-mi-moyens | 70 bis 75 kg | Nina Vehar          | Lizzy Hawkins   | Margaret Morgan                   |

## Quelle
- fisavate.org PDF-Dokumente Results Women Assaut 2008 und Results Hommes Assaut 2008